# جو مكمولين
جو مكمولين (بالإنجليزية: Joe McMullen)‏ هو مدرب رياضي أمريكي، ولد في 1923، وتوفي في 9 سبتمبر 1983 في توسون في الولايات المتحدة بسبب ابيضاض الدم.